# Nyolcéves jegyesség
A Nyolcéves jegyesség (8年越しの花嫁 奇跡の実話; 8-nengosi no hanajome: Kiszeki no dzsicuva), angol címe: The 8-Year Engagement, 2017-ben bemutatott japán film, melyet Zeze Takahisza rendezett. A film Nisizava Hiszasi és Nakahara Mai életrajzi könyvéből készült, a főszerepben Szató Takeru és Cucsija Tao. 2018. január 28-ig több mint kétmillióan látták a mozikban és több mint 2,5 milliárd japán jen bevételre tett szert.
Magyarországon 2018-ban vetítette a CineFest Miskolci Nemzetközi Filmfesztivál.

## Cselekmény
Hiszasi és Mai egy baráti összejövetelen ismerkednek meg és szeretnek egymásba. Néhány hónap együtt járás után Hiszasi megkéri a lány kezét. Pár hónappal a kitűzött esküvői dátum előtt Mai furcsa tüneteket produkál, kiesnek egyes emlékei, hallucinációk gyötrik, hisztériás rohamot kap. A kórházban egy ritka betegséget diagnosztizálnak nála: anti-NMDAR (N-metil-D-aszparaginsav receptor) enkefalitiszt, mely egy autoimmun betegség. A lány kómába esik, hosszú ideig nem ébred fel. Ez alatt az idő alatt Hiszasi kitartóan ápolja a lányt, minden nap rövid videókat küld a telefonjára, hogy amikor a lány felébred, lássa, mi történt, amíg „aludt”. Mikor már-már a lány szülei is elvesztik a reményt, Hiszasi továbbra is bizakodóan tekint a jövőre, hisz benne, hogy Mai leküzdi a betegségét. Mikor Mai felébred, teljesen újra kell kezdenie az egész életét: meg kell tanulnia újra mozogni, beszélni, járni. Hiszasi rendületlenül támogatja a lányt, azonban egy idő után kiderül: Mai egyáltalán nem emlékszik a férfira. A lány nagyon igyekszik visszanyerni az emlékeit, elmegy minden olyan helyszínre, ami a kapcsolatukban fontos volt, azonban így sem sikerül visszanyernie az emlékeit. Hiszasi azt szeretné, hogy a lány ne gyötörje tovább magát, ezért inkább elköltözik egy kis szigetre, megadva a lehetőséget Mainak, hogy új életet kezdjen. Mai egy nap annál a házasságkötő teremnél köt ki, amelyet Hiszasival akartak kibérelni az esküvőjükre. Az esküvőszervező megismeri a lányt és elmondja neki, hogy amíg beteg volt, Hiszasi minden évben újra és újra kibérelte a termet március 17-ére, abban a reményben, hogy Mai egyszer felépül. A lány eszébe jut, hogy a telefonja feloldó kódja március 17-e, és a telefonban megtalálja a Hiszasi által küldött videóüzeneteket. Bár régi emlékei nem térnek vissza, Mai újra beleszeret a férfiba, és végül összeházasodnak, abban a teremben, amit eredetileg kibérelt a férfi.

## Szereplők
- Szató Takeru mint Hiszasi
- Cucsija Tao mint Mai
- Jakusimaru Hiroko mint Mai anyja
- Szugimoto Tetta mint Mai apja
- Kazuki Kitamura Kazuki mint Sibata

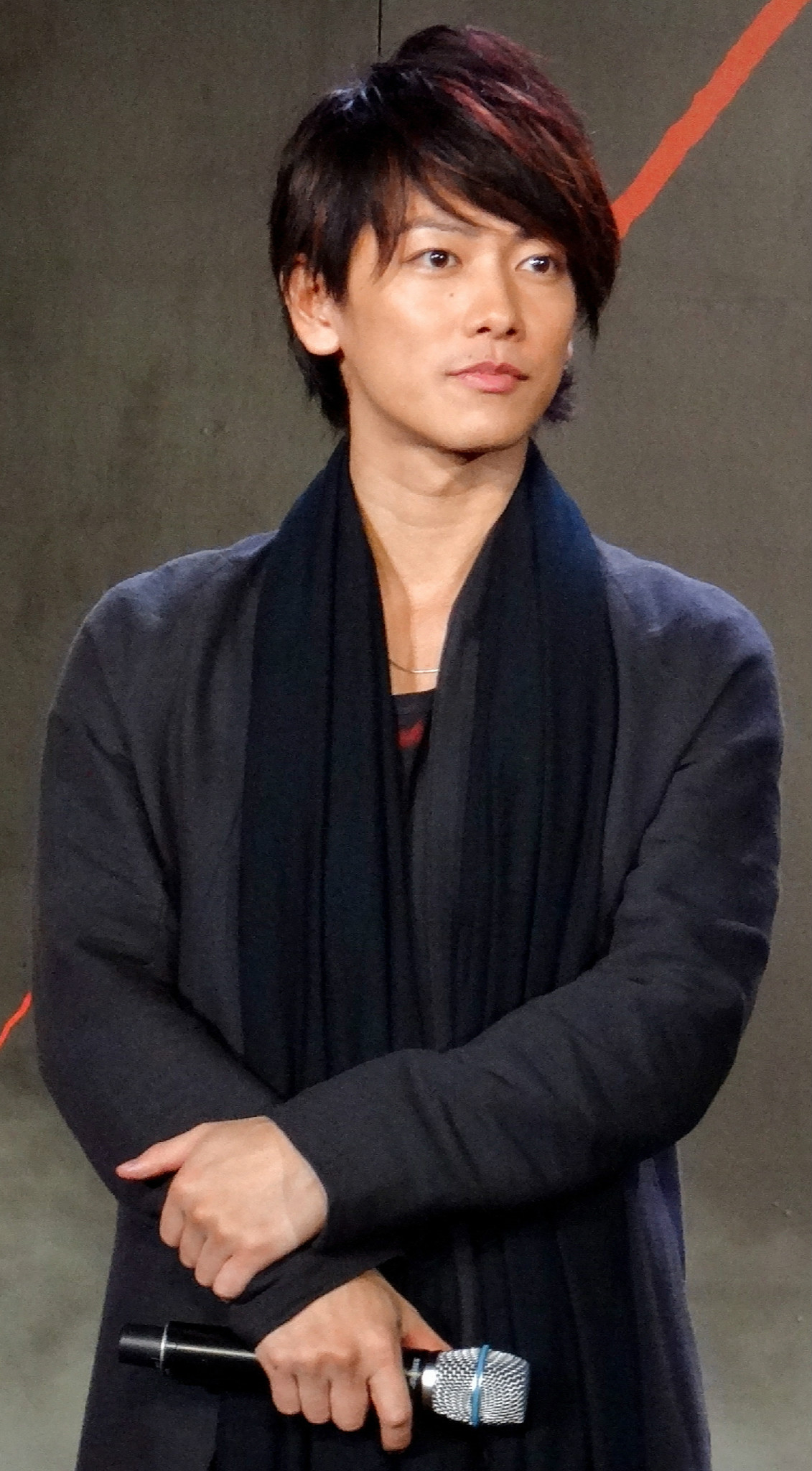
Szató Takeru
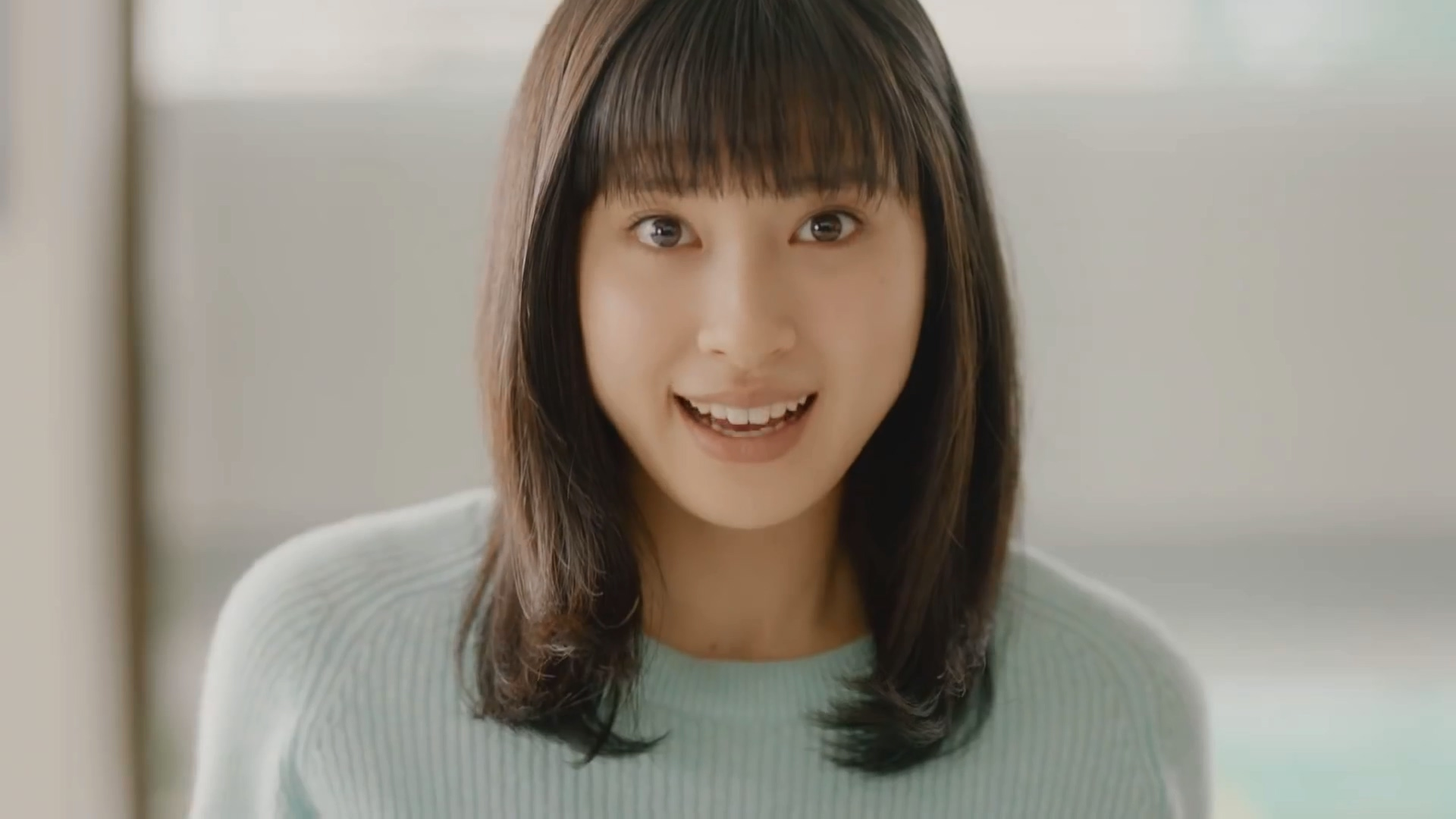
Cucsija Tao

## Díjak
| Díj                       | Kategória                  | Díjazott          | Eredmény |
| ------------------------- | -------------------------- | ----------------- | -------- |
| A Japán Filmakadémia díja | Legjobb férfi főszereplő   | Szató Takeru      | Jelölve  |
| A Japán Filmakadémia díja | Legjobb női főszereplő     | Cucsija Tao       | Jelölve  |
| A Japán Filmakadémia díja | Legjobb női mellékszereplő | Jakusimaru Hiroko | Jelölve  |
| A Japán Filmakadémia díja | Legjobb zene               | Muramacu Takacugu | Jelölve  |